# Donald Johnson
Donald James "Don" Johnson (Bethlehem, 9 de Setembro de 1968) é um ex-tenista profissional estadunidense.

## Grand Slam finais

### Duplas: 1 (1–1)
| Posição | Ano  | Campeonato | Piso  | Parceiro     | Oponentes                 | Placar                |
| Campeão | 2001 | Wimbledon  | Grama | Jared Palmer | Jiří Novák David Rikl     | 6–4, 4–6, 6–3, 7–6(6) |
| Vice    | 2001 | US Open    | Duro  | Jared Palmer | Wayne Black Kevin Ullyett | 6–7(9), 6–2, 3–6      |

### Duplas Mistas: 2 (1–1)
| Posição | Ano  | Campeonato | Piso  | Parceira    | Oponentes                    | Placar      |
| Vice    | 1999 | US Open    | Duro  | Kimberly Po | Ai Sugiyama Mahesh Bhupathi  | 4–6, 4–6    |
| Campeão | 2000 | Wimbledon  | Grama | Kimberly Po | Kim Clijsters Lleyton Hewitt | 6–4, 7–6(3) |